# Königgrätzi csata
A königgrätzi csata (más néven sadowai csata) az 1866-os porosz–osztrák háború legnagyobb csatája volt, melyben a komoly technikai és hadvezetési fölényben lévő Porosz Királyság döntő győzelmet aratott a többnemzetiségű, elavult felszereltségű és felállású Habsburg-csapatok felett.

## A háború kirobbanása
A két birodalom a porosz–osztrák–dán háborúban aratott 1864-es, közös győzelme után hamar szembekerült egymással, a német egység megvalósításáért folytatott versengésükben. A Habsburg Birodalom az úgynevezett nagynémet egység megvalósításáért küzdött, mely a német egységbe beleértette az osztrák területeket is (természetesen Habsburg vezetéssel), míg a Porosz Királyság a kisnémet egységért szállt ringbe, mely porosz vezetés alatt kívánta egyesíteni a német ajkú területeket, azonban az osztrákok kizárásával. A délnémet királyságok a kevésbé agresszív Habsburg Birodalom mellé sorakoztak fel, míg a poroszok az Olasz Királyság szövetségét keresték, akik a Velencéért folytatott háborúban kerültek szembe az osztrákokkal.

### Porosz mozgósítás
1866 júniusában Helmuth von Moltke tábornok mozgósítást hajtott végre és hat különböző vasútvonalat igénybe véve három hadsereget telepített a Habsburg Birodalom határára, ami meglepetésként érte a készülődő osztrákokat. Az osztrák főparancsnok, Benedek Lajos táborszernagy, (aki nemzeti hősi hírnevét az 1859-es solferinói csatában szerezte azzal, hogy a olasz–francia győzelem ellenére saját seregének nagy részét megmentette a megsemmisüléstől) nem számított ilyen gyors összpontosításra. Néhány kisebb vereség után csapatait a csehországi Königgrätz és Sadowa (Sadová) között vonta össze. Benedek seregének felállása inkább a 18. mint a 19. századinak felelt meg. A sereg hátát az Elba folyó védte, a tartalék túl közel helyezkedett a főerőkhöz, így az osztrák csapatokat semmi sem védte a veszélyes bekerítéstől. A három porosz hadsereg három irányból közeledett. A centrumot az 1. hadsereg alkotta, mely északnyugati irányból közelített, a balszárnyat az észak felől támadó 2. hadsereg, a jobbszárnyat pedig a 3. (elbai) hadsereg, mely nyugatról közelítve átkarolással fenyegetett.

## A csata

### Az első porosz támadás

A königgrätzi csata

Moltke tervei szerint mindhárom hadserege egyszerre nyomult volna előre, míg lovassága elvágja az osztrákok visszavonulási útvonalát. Ha sikerül, az osztrák hadsereg teljesen megsemmisült volna, annak ellenére, hogy mindkét fél közel azonos nagyságú erőkkel vonult fel.
A valóságban azonban a porosz hadsereg részenként támadott, a távíró-összeköttetés hibája miatt, így június 3-án reggel csak az 1. hadsereg indult támadásra. Az osztrák tüzérség nem engedett teret nyerni a poroszoknak, kivéve egy Swiepwald nevű erdős magaslatot (cseh nyelven: les Svíb) Sadowától keletre. Az osztrákok ellentámadásba mentek át, hogy visszaszerezzék az elveszített területet, de vesztükre, mert így frontálisan kellett megütközniük a képzettebb, hátultöltős, gyújtószeges puskát használó porosz gyalogsággal. Ezek a gyorstüzelő fegyverek komoly előnyt biztosítottak a csatatéren.

### A porosz 2. hadsereg támadása
A reggeli csatazajt hallva a porosz 2. hadsereg délután két óra körül csatlakozott a harchoz. Pont oldalba támadták a Swiepwaldot támadó kifáradt, kivérzett osztrákokat. Az osztrák centrum nem tudott csatlakozni a veszélyeztetett jobbszárnyhoz, mert őket lekötötte a porosz 1. hadsereg előretörése. Támogatás nélkül az osztrák jobbszárny összeomlott, és az egész sereg visszavonult, mielőtt a porosz 3. hadsereg az osztrákok mögé vágva elvághatta volna a visszavonulási útvonalat.

### Az osztrák haderő menekülése
A poroszok nem tudták azonnal üldözni a visszavonulókat a rossz időjárás miatt, így Benedek szórványos ellentámadásai és az osztrák tüzérség zárótüze mellett az osztrák hadsereg nagy része ki tudott menekülni a porosz harapófogóból, így Benedek ugyanúgy megmentette seregét, mint 1859-ben Solferinónál. Ennek ellenére a császári udvar őt tette meg a vereség felelősévé, egyébként jogosan, hiszen ő állította fel seregét úgy, hogy az három irányból is megtámadható legyen. Az osztrákok 43 000 embert vesztettek (halottak, sebesültek, eltűntek, hadifoglyok), a poroszok 9000 fős veszteségével szemben.

## Következmények

### A prágai béke
A csata kimenetele egyben eldöntötte a háborút is. Az 1866. augusztus 23-án Prágában megkötött békeszerződésben az Osztrák Császárság a Porosz Királyság javára lemondott a német egység megvalósításáról, az Olasz Királyságnak pedig átengedte Veneto tartományt (Velence várossal). Az 1815 óta fennálló Német Szövetség felbomlott, megalakult a porosz vezetésű Északnémet Szövetség, már Ausztria részvétele nélkül.
A béke feltételei enyhék voltak a Habsburg Birodalom számára, annak ellenére, hogy az északi csatatéren totális vereséget szenvedett (a déli fronton az olaszokat leverte). A békeszerződés engedékeny feltételei révén Bismarck porosz kancellár az Osztrák Császárságot szövetségesként remélte megnyerni a maga számára a későbbiekben tervezett háborúi esetére. Az 1871-es porosz–francia háborúban Ausztria már semleges maradt, a német–osztrák katonai szövetség 1879-ben valósult meg a kettős szövetség létrejöttével. Ez volt az első lépés az első világháborús katonai szövetségi rendszerek felé.

### A kiegyezés
A birodalom meggyengülése megnyitotta az utat a következő évben létrejött osztrák–magyar kiegyezés felé.